# Castelo de Cornod

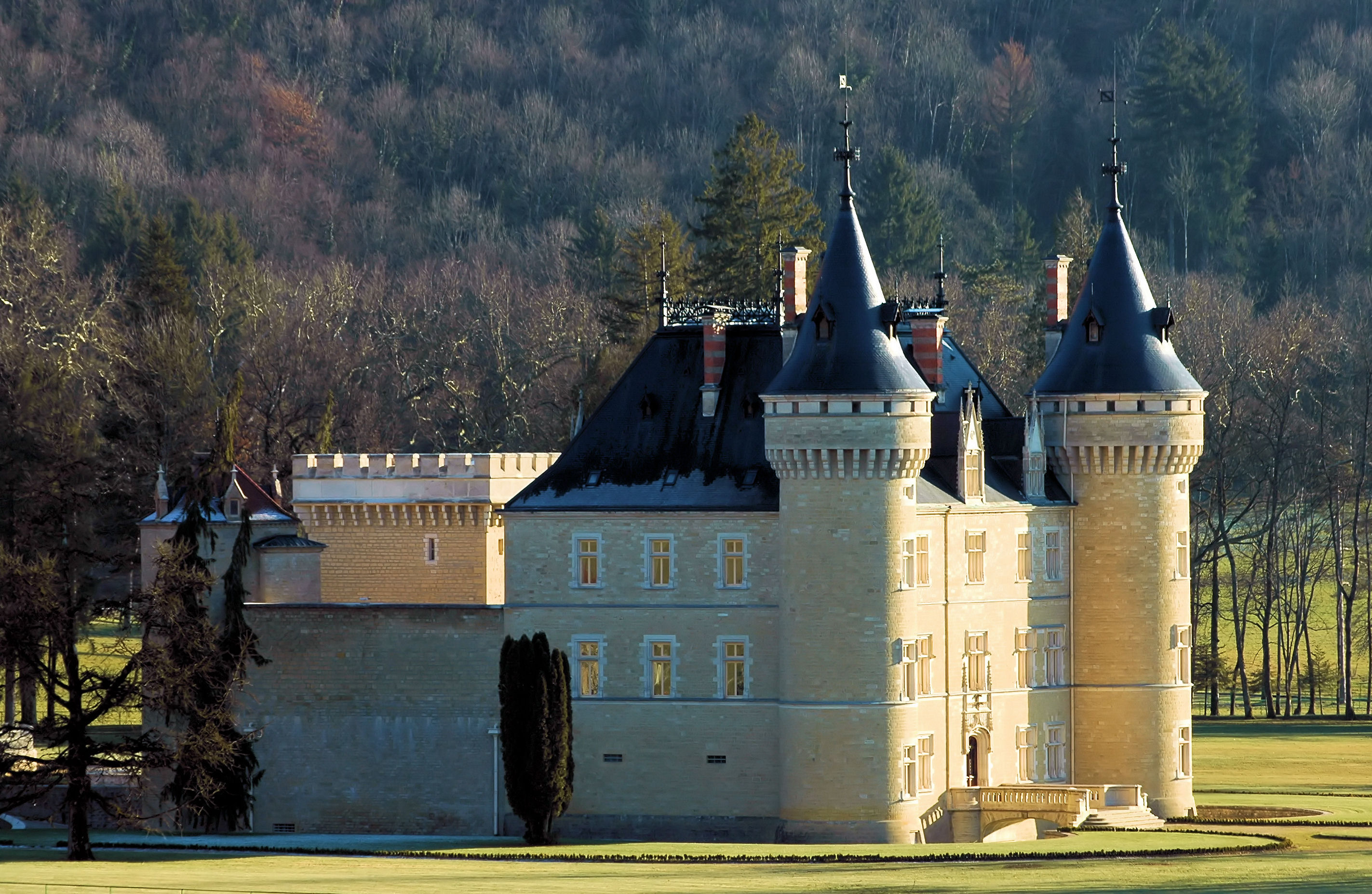
Château de Cornod

O Château de Cornod é um castelo neogótico em Cornod, Jura, Franche-Comté, na França.

## História
A primeira menção do local foi feita em 1350. Em 1876, os arquitetos Henri Despierre e Henri Feuga foram contratados para reformar a casa principal e construir os anexos e o parque.

## Valor arquitectónico
Está classificado como monumento histórico oficial pelo Ministério da Cultura da França desde 1971.